# 夏道行
夏道行（1930年10月20日—），男，江苏泰州人，中国数学家。

## 生平
1930年生于中國江蘇省泰州。1946年考入江苏学院数学系，后又入山东大学数学系，1950年入浙江大学数学研究所，师從陈建功教授。1952年進入复旦大学数学系任教。1980年當選为中国科学院院士。1984年至范德堡大学任教。

## 学术研究
專長在算子理论、线性拓扑代数理论及广义函数理论等方面。專著《无限维空间上测度和积分论》等曾譯為英文，在國際上有一定影響力。